# Horváth Gyula (tanár, 1844–1876)
Horváth Gyula (Kolozsvár, 1844 – Székelykeresztúr, 1876. augusztus 5.) ének- és zenetanár.

## Életútja
A kolozsvári református főiskolánál volt előbb zenetanár; onnét 1873-ban hivatott meg a székelykeresztúri magyar királyi állami tanítóképzőhöz ének- és zenetanárnak és is ott halt meg. Sírjánál Kozma Ferenc igazgató mondott gyászbeszédet. 1878. április 18-án az intézet tanári kara és ifjúsága zeneestélyt rendeztek, melynek jövedelméből hamvai fölé sírkövet emeltek és nevére alapítványt tettek.
Könyvismertetést írt a Néptanítók Lapjába (1874.)

## Munkája
- Gyakorló könyv a népiskolai énektanításhoz. Weber J. R. nyomán... Két füzet. (I. füzet 2. kiadása Bpest, 1884., II. füz. 2. kiad. Bpest, 1887. Kiadták Bátori Lajos és Sándor Domokos.)

Írt Magyar Sonatákat is.